# Ring Lardner Jr.
Ringgold Wilmer "Ring" Lardner Jr. (9 de agosto de 1915 - 31 de octubre de 2000) fue un periodista y guionista estadounidense ganador de dos Oscars, que fue incluido en las listas negras de los estudios de Hollywood durante la caza de brujas de la era del Macartismo.

## Inicios
Nacido en Chicago, era hijo del famoso escritor y humorista Ring Lardner. Estudió en la Phillips Academy (Andover), y en la Universidad de Princeton, tras lo cual se convirtió en redactor para el New York Daily Mirror.
Ring Lardner Jr. se mudó más tarde a Hollywood, donde trabajó como publicista y corrector antes de empezar a escribir sus propios guiones. Entre sus producciones más conocidas está La mujer del año, una película que le valió un Oscar al mejor guion original en 1942. Otros guiones notables de esta época son Laura (1944), Brotherhood of Man (1946) o Forever Amber (Ambiciosa, 1947). 
Lardner tenía una fuerte ideología de izquierdas, que demostró ayudando a recaudar fondos para el bando republicano durante la guerra civil española, donde un hermano suyo, James, combatió en las Brigadas Internacionales y fue quizás el último voluntario norteamericano muerto en la guerra, tras caer prisionero en la Sierra de Pàndols en septiembre de 1938, durante la Batalla del Ebro. También estuvo implicado en la organización de manifestaciones anti-fascistas. Este activismo político no era del agrado de los dueños de los estudios, que sin embargo siguieron contratándolo para sus películas, hasta el punto de que en 1947 era uno de los guionistas mejor pagados en Hollywood, tras firmar un contrato con la 20th Century Fox por 2.000 dólares a la semana.

## Lista negra
Tras la Segunda Guerra Mundial, y cuando el Partido Republicano logró el control del Congreso, se creó una Comisión de Actividades Antiamericanas (House Comitee of Un-American Activities, HUAC), bajo inspiración del senador Joseph McCarthy y dirigido por John Parnell Thomas. Esta comisión comenzó una investigación en la industria cinematográfica de Hollywood, con la sospecha de que existían infiltrados comunistas entre sus trabajadores. En septiembre de 1947, el HUAC entrevistó a 41 personas que trabajaban en Hollywood y que se prestaron a testificar voluntariamente, por lo que fueron conocidos como friendly witnesses ("testigos amigos"). Durante estas entrevistas, numerosas personas fueron acusadas de defender ideologías izquierdistas, entre ellos Ring Lardner Jr.
Lardner se presentó ante el HUAC el 30 de octubre de 1947, pero al igual que hicieron Alvah Bessie, Herbert Biberman, Albert Maltz, Adrian Scott, Dalton Trumbo, Lester Cole, Edward Dmytryk, Samuel Ornitz y John Howard Lawson (los llamados "Diez de Hollywood"), se negó a contestar a ninguna pregunta, alegando que la Quinta Enmienda así se lo permitía. El HUAC y los jurados de apelación no aceptaron esta alegación, y los Diez de Hollywood fueron declarados culpables de obstrucción al Congreso. Lardner fue sentenciado a 12 meses de prisión en la Penitenciaría de Danbury (Connecticut) y una multa de 1000 dólares. Fue despedido por la Fox el 26 de octubre de 1947. 
Marginado de los estudios de Hollywood, Lardner trabajó durante los dos años siguientes en su novela The Ecstasy of Owen Muir (1954). Luego se trasladó a Inglaterra, donde escribió guiones para televisión bajo diversos seudónimos, entre ellos los de la serie Las aventuras de Robin Hood. Su exilio de Hollywood finalizó cuando el productor Martin Ransohoff y el director Norman Jewison incluyeron su nombre como guionista en los créditos de la película The Cincinnati Kid (El rey del juego). Los trabajos posteriores de Lardner incluyeron la película MASH (1970), por la que obtuvo su segundo Oscar, y The Greatest ("El más grande", película sobre Cassius Clay (1977).
Ring Lardner Jr. murió en Manhattan en 2000. Era el último superviviente de los "Diez de Hollywood"

## Homenajes en televisión
En el episodio titulado "Alguien va a Emergencias, alguien va a la cárcel" de la serie The West Wing, Sam Seaborn, al intentar obtener el perdón para una persona que cree que ha sido falsamente condenada por espionaje comunista en los años 50, le dice a un agente del FBI: "Ring Lardner acaba de morir. ¿Cuántos años podemos devolverle?"
En un episodio de la serie de la NBC Studio 60 on the Sunset Strip, un anciano descubierto en un estudio se identifica como "Bessie Bibermann", luego como "Cole Lardner", y luego como "Scott Trumbo". Se trata de los apellidos de seis de los "Diez de Hollywood".
El primer capítulo de la serie sobre Robin Hood emitido por la BBC el 1 de diciembre de 2007 se titulaba Lardner's Ring ("El anillo de Lardner").

## Premios y distinciones
Premios Óscar
| Año  | Categoría            | Película         | Resultado |
| ---- | -------------------- | ---------------- | --------- |
| 1943 | Mejor guion original | La mujer del año | Ganador   |
| 1970 | Mejor guion adaptado | M*A*S*H          | Ganador   |